# Großer Feldberg
Pour les articles homonymes, voir Feldberg.
Le Großer Feldberg est le point culminant du massif du Taunus avec 879 m d'altitude. Avec une proéminence de 670 m et une isolation topographique de 101 km (par rapport au Dammersfeldkuppe dans la Rhön), il est l'un des sommets de moyenne montagne les plus marquants en Allemagne.
Le Feldberg accueille une petite station de ski mais celle-ci a perdu en attractivité ces dernières années à cause du manque de neige. La montagne, déboisée dans sa partie supérieure, reste toujours un lieu de promenade privilégié pour les habitants des environs.

## Géographie

### Situation
Le Feldberg se trouve dans le parc naturel du Haut-Taunus, sur le territoire de la commune de Schmitten dans l'arrondissement du Haut-Taunus. Il est situé au nord de la ville de Königstein.

### Géologie
Le plateau du Feldberg est constitué en de nombreux endroits d'un quartz typique du Haut-Taunus. Celui-ci est visible à la surface du plateau.

### Climat
Le climat du Feldberg se différencie du climat des environs, par des températures plus froides et plus humides. Il n'est pas rare d'avoir des différences de températures supérieures à 5 degrés par rapport aux environs proches. En raison de couches d'inversion, le climat est occasionnellement plus doux la nuit au sommet que dans la vallée. En été, les températures maximales moyennes atteignent 20 °C soit 5 °C plus frais que dans la plaine. Les précipitations sont aussi plus abondantes et sont en moyenne de 1 000 mm par an.

## Tour du Feldberg
Une tour de 40 mètres de hauteur a été érigée en 1902 et inaugurée par l'Empereur Guillaume II la même année. Elle était initialement surplombée de l'aigle de l'Empire. Elle a été détruite pendant la Seconde Guerre mondiale. Une nouvelle tour de radio a été construite pour les besoins de la Hessischen Rundfunk.

## Sport
Le Sentier européen E3, mais aussi d'autres sentiers de randonnée pédestre, mènent au sommet du Großen Feldberg ou dans les environs. Au printemps, le Felberglauf, une course d'une dizaine de kilomètres, est organisée depuis Oberursel jusqu'au sommet.
En cyclisme, la course Eschborn-Francfort passe régulièrement au Feldberg, à proximité des Großer et Kleine Feldberg, qui constitue sa plus grosse difficulté.
Le site n'est plus praticable pour le ski alpin mais des pistes de ski de fond sont tracées en hiver autour du Großer Feldberg.